# Log pri Polhovem Gradcu
Log pri Polhovem Gradcu je naselje v Občini Dobrova - Polhov Gradec.